# 마크 맥과이어
마크 데이비드 맥과이어(Mark David McGwire, 1963년 10월 1일 ~ )는 전 메이저 리그 베이스볼의 1루수로 오클랜드 애슬레틱스에 입단하여 신인왕(1987)을 차지하고, 1997년 시즌 중반 세인트루이스 카디널스로 이적하였다. 별명은 빅맥(Big Mac)으로 전 샌디에이고 파드리스 벤치코치이다.
1988년부터 1990년까지 각각 32개, 33개와 39개의 홈런과 따라진 그는 첫 4개의 완전 시즌들의 각각에서 30개 이상의 홈런을 친 첫 메이저 리그 선수가 되었다. 하지만 스테로이드 복용으로 망해버린 선수이다.

## 어린 시절
캘리포니아주 포모나에서 태어난 맥과이어는 농구 코트, 야구 필드 혹은 골프 코스에서 자신의 4명의 형제들과 함께 거의 자신의 어린 시절을 보냈다. 치과의사인 부친 존은 헌신적인 리틀 리그의 코치였으며, 경기가 끝나면 아이들에게 아이스크림을 사다주곤 하였다. 고등학생 시절 동안 골프에서 잠시 미래를 숙고한 후, 맥과이어는 혼자서 자신을 야구로 헌신하는 데 결정하여 서던캘리포니아 대학교에서 수학하였다.
그는 투수로서 대학 경력을 시작하여 자신의 신입생 해에 4 승 4 패의 기록과 3.04의 방어율로 모으는 데 한 시간의 패스트볼에 85 마일에 의지하였다. 그러나 강력한 6 피트 5 인치인 맥과이어는 자신의 스윙과 함께 코치들을 놀라게 하고, 즉시 1루수로 전향하였다. 다음 2개의 시즌들에 맥과이어는 51개의 홈런을 쳐 이전의 학교 기록을 손상시켰다. 자신의 주니어 해의 말기에 그는 자신의 대학 연인 캐시와 결혼하고 드래프트에 다시 들어가 오클랜드 애슬레틱스에 의하여 10순위로 선택되었다.

## 선수 경력

### 오클랜드 애슬레틱스

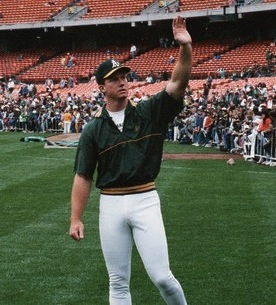
1989년의 맥과이어

미국 올림픽 팀과의 일정 기간과 마이너 리그에서 몇년 후에 맥과이어는 1987년 애슬레틱스의 일상 1루수로서 데뷔를 하였다. 자신의 현저하게 빠르고 치밀한 스윙을 이용한 그는 49개의 홈런을 쳐 신인 선수 기록을 깼으나 아메리칸리그 순수 신인으로 치자면 2014년 호세 아브레유가 세운 36개가 최다 홈런 기록이고 아메리칸 리그와 내셔널 리그를 포괄하면 2017년 코디 벨린저의 39개(내셔널 리그)가 역대 메이저리그 순수신인 최다홈런 기록이었으나 2019년 8월 19일 피트 알론소가 40홈런을 쳐 신기록이 세워졌다.
그러나 민감한 신인 선수마저로서 가족이 항상 처음으로 왔으며, 맥과이어는 자신의 아들의 탄생을 목격하는 데 시즌의 최종 경기를 뛰어넘겨 갈망한 50번째 홈런 상승 단계에 도달하는 기회를 놓쳤다. 그는 후에 기자들에게 그 일이 자신의 50번째 홈런이라고 말하였다.
맥과이어, 호세 칸세코, 투수들 데이브 스튜어트와 데니스 에커슬리와 감독 토니 라 루사에 의하여 지도된 강력한 애슬레틱스는 북부 캘리포니아 주에서 일어난 지진에 의하여 훼손되어 수치스러운 1989년 시리즈에서 샌프란시스코 자이언츠를 휩쓴 다음 3개의 월드 시리즈에 출연하였다. 맥과이어는 경기를 위한 거대한 감사와 함께 야구의 가장 근심거리의 타자와 좋은 방어적 1루수가 되었다. 1990년대 초반에 홈런은 계속 왔으나 그의 타구 평균이 떨어지고 그는 이혼과 다수의 부상을 통하여 분투하였다. 1993년과 1994년 그는 끈질긴 왼쪽 발꿈치 문제의 이유로 74개의 경기들에만 나왔다.
자신이 연약하고 1차원의 선수가 된 것에 의하여 좌절한 맥과이어는 새롭게 찾아진 신임과 향상된 스윙과 함께 돌아와 또다른 끈질긴 발꿈치 부상으로 90개의 경기들을 놓침에 불구하고 1995년과 1996년에 놀라운 91개의 홈런을 쳤다. 그러나 1997년 한번은 강하던 애슬레틱스가 웨스턴 디비전에서 밑바닥으로 가라앉고 또다른 자연적인 시즌의 한복판에 맥과이어는 단 하나의 이적할 수 있는 중요 선수였다. 그래서 7월 31일 그는 세인트루이스 카디널스로 취급되어 전 감독이자 좋은 친구인 라 루사와 다시 합쳤다.

### 세인트루이스 카디널스
맥과이어는 팬들의 총아가 되어 58개의 홈런과 함께 시즌을 끝내며 1961년에 세워진 매리스의 싱글 시즌 기록의 3개 차이였다. 그리고 처음으로 팬들은 500개의 홈런의 뒤로 온 선수의 진실한 일별을 얻었다. 카디널스와 새로운 계약을 맺은 후, 맥과이어는 성적과 육체적으로 남용당한 어린이들을 위하여 자신이 한해에 1백만 달러를 모금한 자선 재단을 설립하였다.
1998년 전체의 야구 세상은 싱글 시즌의 홈런 기록을 다시 한번 도전하는 데 맥과이어를 기대하였다. 그러나 탐구에서 그에게 가입하는 데 아무도 시카고 컵스의 새미 소사를 기대하지 않았다. 국가를 가로질러 국민들은 다른 팀들과 광대한 다른 배경들로부터 와 역사의 조각을 추격하고 거대한 대중매체의 압력과 다루고 있던 2명의 실제적인 선수들의 우정들에 의하여 매혹되었다. 그러나 놀라운 시즌은 스캔들의 무효가 아니었으며, 그일은 강력한 맥과이어가 많은 다른 스포츠에서 금지된 근육을 키우는 안드로스테네디온을 정규적으로 복용하였다는 것이 밝혀졌다.
적당하게 그일은 맥과이어가 매리스의 37년 기록을 깨는 데 좌익에서 장벽을 향하여 투구한 9월 7일 소사의 컵스를 상대로 한 경기에서 일어났다. 할리우드는 더 낳은 대본을 쓸 수가 없었다. 본루에 도달한 후, 맥과이어는 카디널스의 배트 보이인 자신의 10세의 아들 맷을 안고 팬들, 동료 선수들, 매리스의 자식들과 소사 자신으로부터 축하를 받았다. 그러나 경주는 끝나지 않았고, 소사는 시즌의 최종 주말까지 맥과이어와 보폭을 간직하였다. 맥과이어는 결국 정식으로 앞질러 최종적 20개의 경기들에 4개의 홈런을 치고 70개의 싱글 시즌 신기록을 세웠다. 더욱 몹시 놀란 그는 161개 워크의 내셔널 리그 기록에 불구하고 홈런 기록을 분쇄하였다.

## 광고
한국 맥도날드 광고에 출연하기도 했다. 성우가 '빅맥? 나에요 햄버거에요?'라는 멘트가 당시 유행이었다.

## 코치 경력

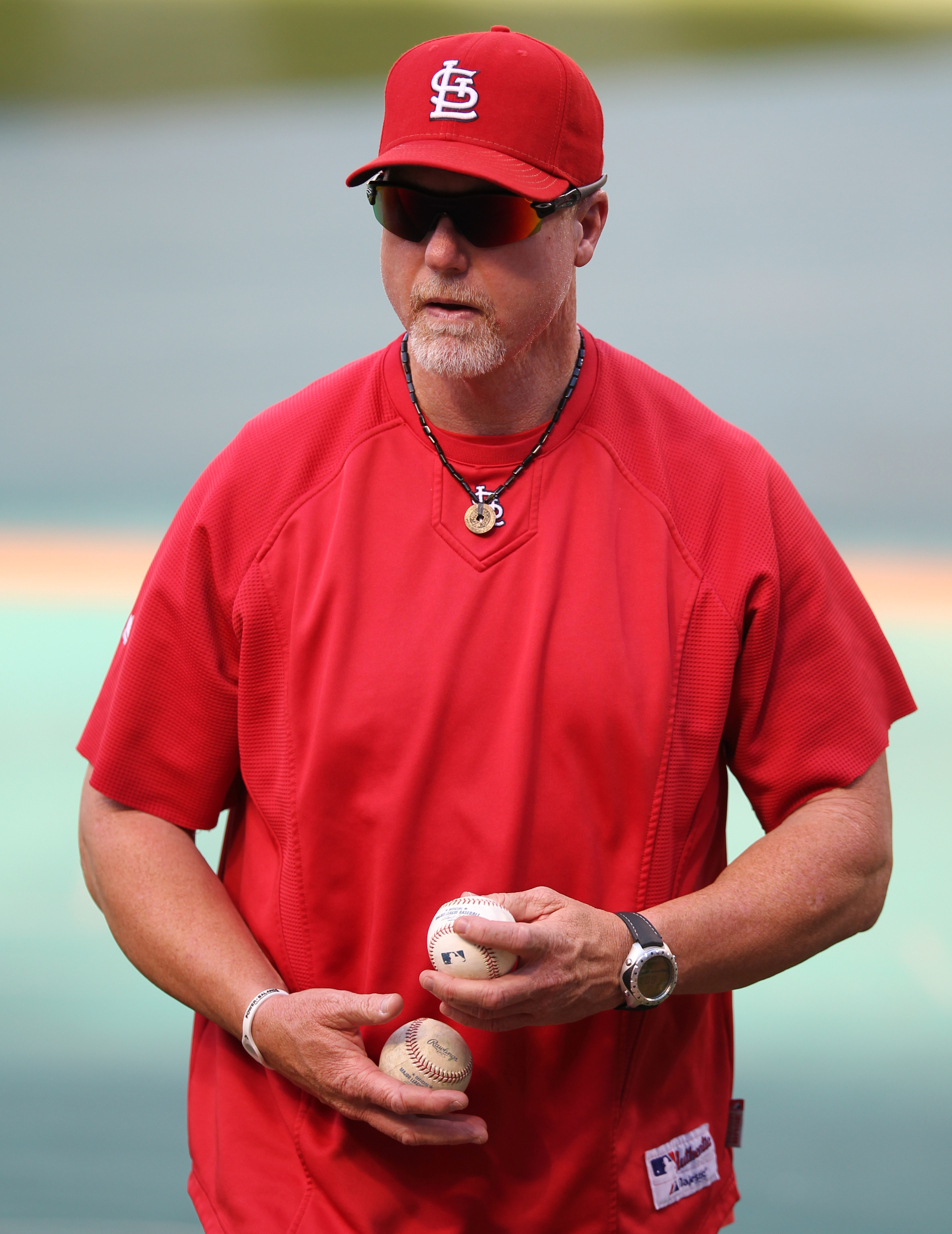
세인트루이스 카디널스 코치 시절

자신의 선수 경력이 끝난 후, 맥가이어는 코치 능력을 논증하여 메이저 리그 베이스볼 팀과 타격 코치로서 공식적인 역할을 받아들이기 전에 맷 홀리데이, 보비 크로스비와 스킵 슈메이커 같은 선수들을 원조하였다. 2009년 10월 26일 당시 카디널스의 감독 라 루사는 할 맥레이를 대체하는 데 카디널스와 함께 자신의 재직 기간의 5번째 타격 코치가 되는 데 맥과이어를 확립하였다. 카디널스의 타격 코치로서 그의 3개의 시즌들에서 팀은 타구와 출루율에서 내셔널 리그를 이끌고 득점에서 2위를 한 다산의 방어를 나타냈다.
2012년 11월 초순 맥과이어는 2013년 시즌을 위하여 카디널스의 타격 코치로서 돌아오는 데 확장된 계약을 거절하였다. 대신 자신의 가족들에게 가까운 순서에 로스앤젤레스 다저스와 함께 같은 지위를 위한 제공을 받아들였다.
2013년 맥과이어는 애리조나 다이아몬드백스와 벤치 제거의 싸움이 일어나는 동안에 코치로서 처음으로 퇴거되었다. 다음날 그는 출발된 2개의 경기들을 위하여 정지당하였다.
2015년 12월 2일 그는 샌디에이고 파드리스의 새로운 벤치 코치로 임명되었다.